# Lõpe (Hiiumaa)
Lõpe (Duits: Leppe) is een plaats in de Estlandse gemeente Hiiumaa, provincie Hiiumaa. De plaats heeft de status van dorp (Estisch: küla).
Tot in oktober 2017 behoorde Lõpe tot de gemeente Pühalepa. In die maand werd de fusiegemeente Hiiumaa gevormd, waarin Pühalepa opging.

## Bevolking
Het dorp had 129 inwoners op 31 december 2011 en 144 inwoners op 31 december 2021.

## Ligging
De plaats ligt aan de Tugimaantee 80, de secundaire weg van Heltermaa via Kärdla naar Luidja. De afstand tot de provinciehoofdstad Kärdla bedraagt ongeveer 6 km.

## Geschiedenis
Lõpe werd voor het eerst vermeld in 1529 als das Leppesche Dorf im Kirchspiel Poylepp (‘het Leppesche dorp in het kerspel Pühalepa’). In 1798 werd Lõpe onder de naam Löppe een ‘Hoflage’, een niet-zelfstandig landgoed, onder Großenhof (Suuremõisa).
Tussen 1977 en 1997 maakte Lõpe deel uit van het buurdorp Palade.